# Långsvansad skogssork
Långsvansad skogssork eller bara skogssork (Clethrionomys glareolus) är en däggdjursart som först beskrevs av Johann Christian Daniel von Schreber 1780. Skogssork ingår i släktet skogssorkar i familjen råttdjur.

## Systematik
Långsvansad skogssork är ett råttdjur som tillhör släktet skogssorkar (Clethrionomys). 2003 framlades hypotesen att släktet borde ha det vetenskapliga namnet Myodes, ett förslag som fick stort genomslag. Hypotesen visade sig dock felaktig varför långsvansad skogssork återigen föreslås bära det vetenskapliga namnet Clethrionomys glareolus. Dock är det många stora auktoriteter som fortfarande kallar den Myodes glareolus.
Långsvansad skogssork är närmare släkt med Clethrionomys centralis och Clethrionomys macrotis än med rödsorken. Däremot kan hybrider med rödsorken förekomma.
Inga underarter finns listade i Mammal Species of the World. Äldre verk förtecknade upp till 23 underarter i Västeuropa.

## Utseende
Långsvansad skogssork är en liten sork med en kroppslängd på mellan 80 och 135 millimeter, och utöver detta kommer den 35 till 70 millimeter långa, smala svansen. Den väger mellan 15 och 40 gram. Ovansidan och sidorna är rödbruna och buken vitaktig. Även svansen är klart mörkare på ovan- än på undersidan, och har en tydlig tofs i änden. De sydeuropeiska formerna är ljusare än de som lever i norra Europa.
Under vintern är den mjuka pälsen tätare. Hos honor förekommer fyra par spenar. Ungar har allmänt en mörkare och inte lika rödaktig päls jämförd med vuxna exemplar. Rötterna hos den långsvansade skogssorkens molarer (yttre kindtänder) växer under hela livet.

## Utbredning
Långsvansad skogssork förekommer i Palearktis, från Brittiska öarna genom hela Centraleuropa och delar av Sydeuropa som Frankrike och Spanien via Balkan österut genom Asien till Altaj. Den förekommer i hela Skandinavien förutom i de nordligaste fjälltrakterna. Populationer av långsvansad skogssork rapporteras regelbundet även i Finland.
För vetenskapliga studier introducerades under 1960-talet några exemplar på en liten ö i närheten av Newfoundland (Kanada). Efter några år nådde de huvudön och beståndet där är stabilt.

## Ekologi
Långsvansad skogssork är främst aktiv under skymningen, men kan även visa sig på dagen. Den är en skicklig klättrare och grävare.

### Biotop
Långsvansad skogssork förekommer i en mängd olika tempererade biotoper men verkar föredra skogstrakter med lövskog, barrträd eller taiga. Andra habitat den förekommer i är kalhyggen, våtmarker, flodbäddar, mindre planteringar och ängar, inte minst fuktiga sådana. I bergstrakter kan den gå upp till 2 400 meter.

### Föda
Födovalet visar stora årstidsvariationer. På vår och sommar livnär sig den långsvansade skogssorken främst på gröna växtdelar, men tar även insekter. På sensommaren kan den även äta bär. På hösten och vintern spelar frön och nötter, bland annat bok- och ekollon en stor roll i stora delar av utbredningsområdet. I norr livnär den sig mer på lav och svamp. Den lägger ofta upp förråd.
Den animaliska delen av födan utgör cirka 5 procent av hela mängden. Utöver insekter äts ringmaskar, snäckor samt spindeldjur.

### Revir
Honans revir är 200 till 1000 m² stort och hannens revir är med 1000 till 8000 m² betydligt större. Storleken varierar inom dessa gränsvärden beroende på tillgång till föda, populationens storlek, individens ålder och sociala status samt beroende på årstiderna. Utanför fortplantningstiden har individerna överlappande territorier oberoende av könet. Brunstiga honor tillåter inga artfränder av samma kön. Revirets gränser markeras med doftmärken samt genom läten. Ungarna har läten med frekvenser som tillhör ultraljudet.
Allmänt har en vuxen hona två eller tre bon i reviret.

### Fortplantning och nativitet
Båda könen hävdar revir men honan hävdar den närmaste reviret, det så kallade "hemreviret" vilket kan överlappa med andra honors hemrevir, medan hanar hävdar ett större revir som omfattar flera honor. När födseln närmar sig blir honan mer aggressiv och hemreviret minskar. Arten är polygam, möjligen promiskuös. Fortplantningsperioden sträcker sig vanligen från mars till oktober, i de norra delarna av Skandinavien från april till september. Den placerar sitt klotformiga bo på eller ofta under marken. Det konstrueras av blad, gräs, mossa och barkfibrer och fodras med gräs och andra växter. Den är dräktig i normalt 17–21 dagar, kortare ju mer välnärd honan är. Har hon redan diande ungar, varar i regel dräktigheten i 24 dagar. Honan föder 1–10 (vanligtvis 4–8) outvecklade ungar, som dias mellan 20 och 25 dygn. Mellan 4 och 5 kullar kan produceras per år.
Det är en kortlivad art, med en livslängd mellan 0,5 och 2 år. I gengäld blir den könsmogen tidigt, normalt mellan 3 och 6 veckor.

## Status och hot
IUCN har globalt klassificerat arten som livskraftig, och populationen är stabil. Även om den globala populationen av långsvansad skogssork uppvisar regelbundna fluktuationer är det en vanlig art, och inga hot är registrerade.